# Lodovico Menicucci
Lodovico Menicucci (Perugia, 9 novembre 1907 – Darar, 8 aprile 1936) è stato un militare italiano, insignito della medaglia d'oro al valor militare alla memoria nel corso della guerra d'Etiopia.

## Biografia
Nacque a Perugia il 9 novembre 1907, figlio di Everardo e Maria Lari. Dopo aver conseguito la laurea in legge presso l'Università degli Studi di Macerata nel 1932, si dedico, ancora giovanissimo, al giornalismo e alle attività sportive assumendo la direzione del Corriere Meridiano. Arruolatosi nel Regio Esercito venne ammesso, in qualità di allievo, a frequentare la Scuola allievi ufficiali di complemento di Pinerolo da cui uscì nel giugno 1933 con il grado di sottotenente, assegnato all'arma di cavalleria, in servizio presso il Reggimento "Genova Cavalleria" (4º). Nel corso dell'aprile 1935 fu richiamato in servizio a domanda e nel mese di settembre partì per la Somalia italiana con il IV Gruppo squadroni mitraglieri autocarrato del Reggimento "Lancieri di Aosta", sbarcando a Mogadiscio l'11 ottobre, a guerra d'Etiopia iniziata. Cadde in combattimento a Darar l'8 aprile 1936, e successivamente fu insignito della medaglia d'oro al valor militare alla memoria. La salma riposa nel Cimitero militare italiano di Addis Abeba.

### Fonti
1. 1 2 3 4  Combattenti Liberazione.
2. 1 2 3  Gruppo Medaglie d'Oro al Valor Militare 1965, p. 167.
3. ↑   Medaglia d'oro al valor militare Menicucci, Ludovico, su quirinale.it, Quirinale. URL consultato l'11 luglio 2021.